# Klauz Hluchová
Klauz Hluchová (609 m n. m.) je vodní nádrž nacházející se na potoku Hluchová v obci Nýdek u úpatí Malého Sošova a Velkého Stožku. V minulosti byla používaná jako údolní splavovací nádrž pro dopravu dřeva. Vypuštěním nádrže se zvedla hladina vody na toku pod hrázi tak, aby bylo možné plavit dřevo i za nízkého stavu vody, neboť normální výška hladiny zpravidla v letních měsících nebyla dostatečná. Hráz byla dvouplášťová kamenná sypaná s jílovou výplní, vypouštěcí stavidla a bezpečnostní přeliv byly umístěné v ochranné dřevěné nastavbě na hrázi. 
V současnosti vodní nádrž Hluchová slouží jako retenční nádrž pro případnou regulaci průtoku vody v potoku a i jako požární nádrž. Český svaz rybářů ji využívá pro odchov pstruha obecného (potočního). V neposlední řadě se jedná významný krajinotvorný prvek a místo, které je lákadlem pro turisty.

## Historie

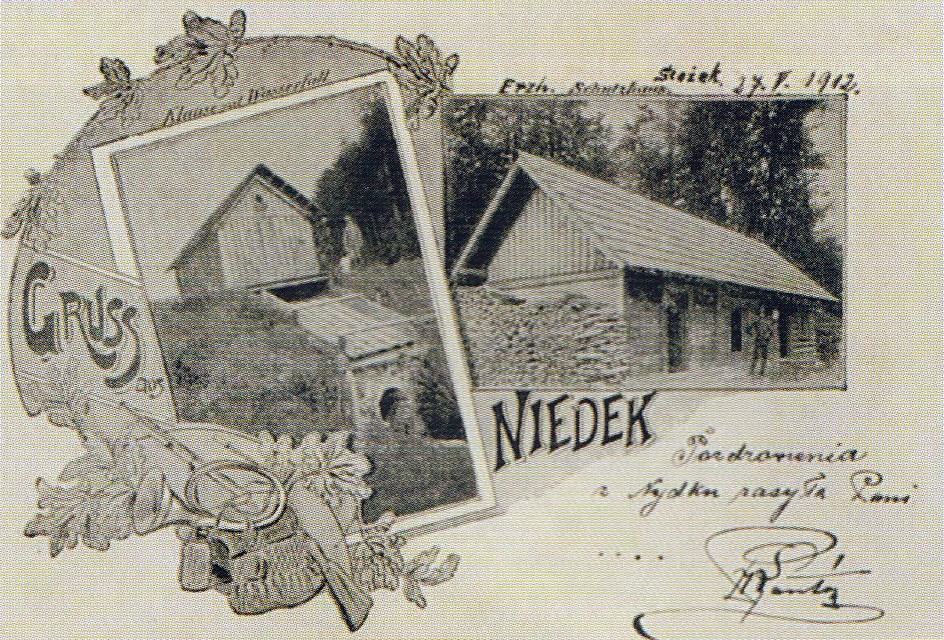
Klauz Hluchová – dobová pohlednice (1912)

Ke konci 18. a na začátku 19. století začala likvidace (výkup) pastvin a nucené zalesňování mnoha místních lokalit a rozvoj lesního hospodářství. Průmyslový rozvoj způsobil poptávku po dřevu v Habsburské monarchii, jež měla v držení Těšínské knížectví. Splavovací nádrž na Hluchové se v mapách poprvé objevuje v roce 1831. Po první světové válce tento způsob dopravy dřeva postupně zanikal a předpokládá se, že i splavovací nádrž na Hluchové přestala sloužit svému účelu. K rozsáhlé rekonstrukci došlo v roce 1977, kdy byla sypaná hráz nahrazená betonovou, s obnovením zemních svahů. Stavidla s ochrannou dřevěnou stavbou byla zrušena. V roce 1993 bylo vybudováno svislé vypouštědo (tzv. požerák) s přístupovou lávkou z koruny hráze a bezpečností přeliv. 

### Litaratura
- BÁČA, Pavel, a kol. Hluchová: historická část obce Nýdek. 1. vyd. [s.l.]: vlastním nákladem, 2019. 155 s. ISBN 978-80-270-3440-6.
- MIKULOVÁ, Zuzana. Nýdek. 1. vyd. [s.l.]: Vydavatelství Regio, 2023. 331 s. ISBN 978-80-907252-6-3. (cs, pl)